# آسمان و زمین (مجموعه تلویزیونی)
آسمان و زمین (انگلیسی: Heaven & Earth; کره‌ای: 하늘만큼 땅만큼) مجموعه تلویزیونی محصول کره جنوبی سال ۲۰۰۷ با بازی پارک هه جین، هان هیو جو، کانگ جونگ هوا، لی جو هیون و هونگ سو آه است. این مجموعه از ۱۵ ژانویه تا ۳۱ اوت ۲۰۰۷، از دوشنبه تا جمعه ساعت ۲۰:۲۵ (کی‌اس‌تی) از کی‌بی‌اس۱ برای ۱۶۵ قسمت پخش شد.
این درام روزانه یک موفقیت بود و در مدت زمان پخش، به میانگین آمار بینندگان ۳۰٪ رسید. بالاترین آمار بینندگان ثبت شده، ۳۶٫۱٪ برای قسمت ۱۶۴ بود و به سومین درام کره‌ای پربیننده در سال ۲۰۰۷ تبدیل شد.

## بازیگران

### اصلی
- پارک هه جین در نقش جونگ مو یونگ
- هان هیو جو در نقش سوک جی سو
- کانگ جونگ هوا در نقش یون اون جو
- لی جو هیون در نقش کیم سانگ هیون
- هونگ سو آه در نقش یون اون ها

### مکمل
خانواده کیم
- جونگ هان یونگ در نقش کیم ته شیک، پدر سانگ هیون و میونگ جا
- جونگ ئه ری در نقش پارک پیونگ جا، مادر سانگ هیون
- بان هیو جونگ در نقش هان بونگ ره، مادر میونگ جا
- جونگ جه سون در نقش لی سون ایم، نامادری میونگ جا
- یون هه یونگ در نقش پارک میونگ جو، دختر سون ایم
- کیم ایل وو در نقش پارک میونگ ته، برادر کوچکتر میونگ جا

خانواده سوک
- هونگ یو سوب در نقش سوک جونگ هوم، پدر جی سو
- سو جه کیونگ در نقش سوک جی وونگ، برادر بزرگتر حی سو
- کانگ ره یون در نقش سه می ئه، همسر جی وونگ

خانواده یون
- جونگ دونگ هوان در نقش یون جه دو، پدر اون جو و اون ها
- کیم جا اوک در نقش آن هه کیونگ، مادر اون جو و اون ها

سایر بازیگران
- چوی وون-یونگ در نقش جانگ یونگ مین
- هان جین هی در نقش رئیس جانگ، پدر یونگ مین
- سو جون یونگ در نقش سونگ چی مین
- لی هه سوک در نقش جین سوگ
- پارک هیو بین
- هان یونگ کوانگ

## جوایز و نامزدی‌ها
جوایز درامای کی‌بی‌اس ۲۰۰۷
- جایزه بازیگر برتر مرد در در یک سریال درام: پارک هه جین
- جایزه محبوبیت: هان هیو جو
- جایزه بهترین زوج: پارک هه جین و هان هیو جو